# Soyuz 40
Soyuz 40 fue la última misión de una nave Soyuz 7K-T, al ser sustituida por el modelo Soyuz T. Fue lanzada el 14 de mayo de 1981 desde el cosmódromo de Baikonur con dos cosmonautas a bordo hacia la estación espacial Salyut 6, siendo uno de ellos el rumano Dumitru Prunariu, lanzado en el marco del programa Intercosmos, cuya primera fase finalizó con esta misión.
La misión de Soyuz 40 consistió en acoplarse a la estación Salyut 6 para realizar diversos experimentos científicos, entre ellos el estudio del campo magnético terrestre y realizar observaciones terrestres centradas en el territorio de Rumanía.
La Soyuz 40 regresó el 22 de mayo de 1981.

## Tripulación
- Leonid Popov (Comandante)
- Dumitru Prunariu (Especialista científico de Rumanía)

## Tripulación de respaldo
- Yuri Romanenko (Comandante)
- Dumitru Dediu (Especialista científico de Rumanía)